# Isola di Rishiri
L'isola di Rishiri (利尻島?, Rishiri-tō) è un'isola del mar del Giappone al largo della costa di Hokkaidō, in Giappone. Amministrativamente l'isola fa parte della prefettura di Hokkaidō ed è divisa tra due cittadine, Rishiri e Rishirifuji. L'isola è formata dalla vetta vulcanica estinta a forma di cono del monte Rishiri. Insieme all'isola di Rebun e all'area costiera della pianura di Sarobetsu, Rishiri forma il parco nazionale di Rishiri-Rebun-Sarobetsu. Le principali industrie di Rishiri sono il turismo e la pesca. L'isola è circa 63 km di circonferenza e copre circa 183 km2. Al 2013, l'isola aveva una popolazione di 5.102 residenti.

## Etimologia
Rishiri deriva il suo nome dalla lingua ainu, e significa "isola alta", o "isola con una vetta alta", un riferimento all'altitudine del monte Rishiri sul livello del mare.

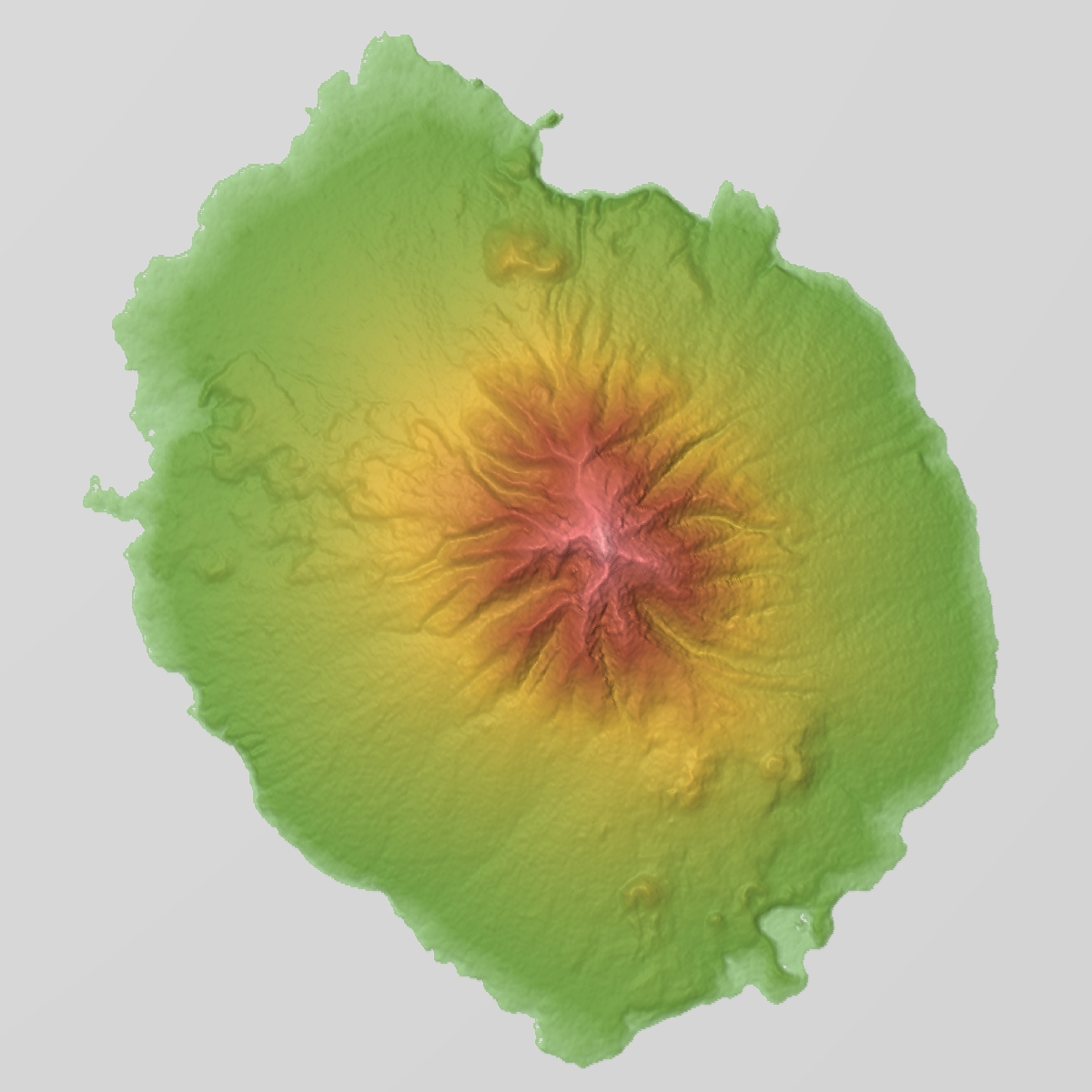
Mappa in rilievo

## Geografia
L'isola di Rishiri è localizzata grosso modo 20 km a ovest di Hokkaido; l'isola di Rebun è altri 10 km a nord-ovest. Rishiri è grosso modo circolare con una linea costiera di 63 km. L'isola si estende 19 km da nord a sud e 14 km da esta ad ovest. Il monte Rishiri si eleva a un'altitudine di 1.721 m sopra l'isola. Il monte Rishiri fornisce una buona fonte di acqua dolce; numerosi piccoli stagni e sorgenti sono localizzati ai piedi della montagna.
I residenti dell'isola di Rishiri vivono sulle aree costiere, che sono collegate dal servizio di autobus che circumnaviga l'isola.

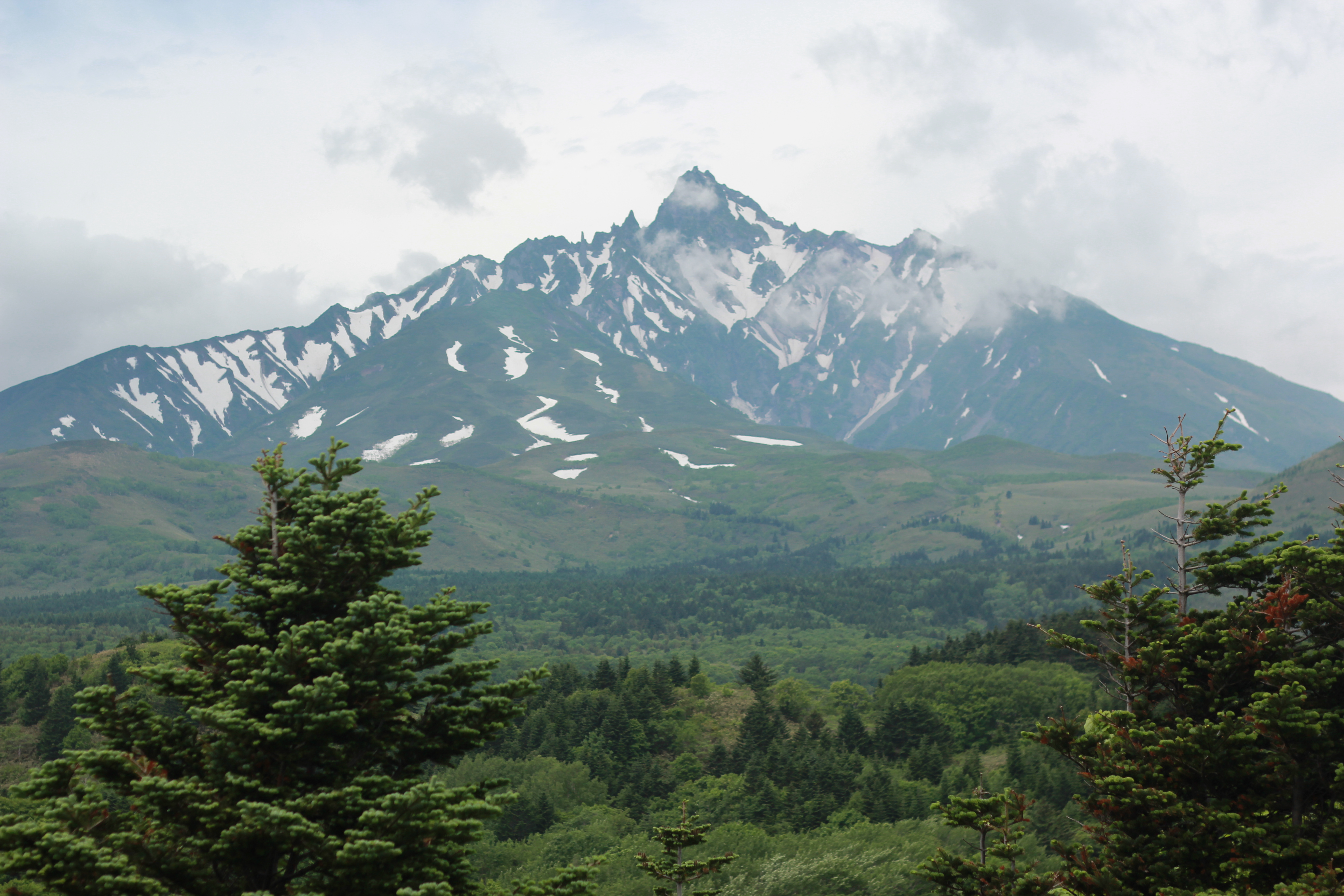
Il monte Rishiri

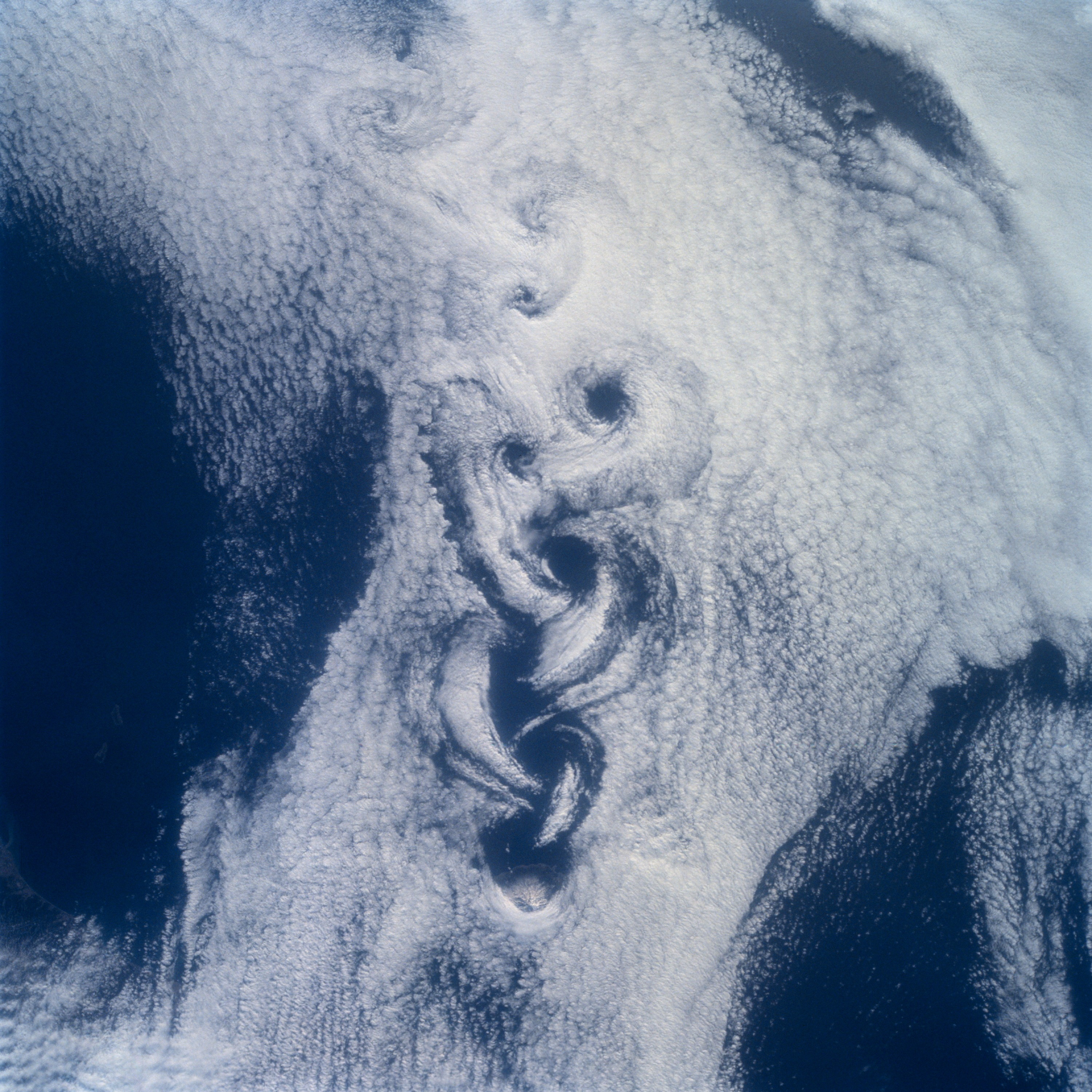
I vortici di von Kármán che si formano presso la vetta del monte Rishiri (al centro più in basso) nell'aprile 2001

## Comunità
L'isola è divisa tra due cittadine, Rishiri (popolazione 2.304), che appartiene al distretto di Rishiri sulla metà sud-ovest dell'isola, e Rishirifuji (popolazione 2.798) sulla metà nord-est dell'isola, che appartiene al distretto di Rishiri, sottoprefettura di Sōya.
Queste cittadine includono le seguenti comunità, elencate dal lato nord dell'isola, in senso orario:
- Oshidomari (porto dei traghetti)
- Himenuma
- Oniwaki
- Numaura
- Misaki (Rishiri)
- Senposhi
- Kusure
- Randomari
- Kutsugata (porto dei traghetti)
- Shinminato (Rishiri)
- Motodomari

## Trasporti
- Servizio dei traghetti a Rebun, Wakkanai e Otaru
- Collegamento aereo a Wakkanai

Un autobus percorre il tragitto circolare intorno all'isola.
L'aeroporto di Rishiri è localizzato a Rishirifuji.

## Storia
- 1807-1808, Spedizione militare fallita a Sachalin, parte dei deceduti sepolti a capo Peshi.
- Ranald MacDonald (1824-1894), il primo insegnante d'inglese in Giappone, sbarcò su Rishiri nel 1848.
- Il 7 febbraio 2013, il governo giapponese asserì che dei caccia a reazione russi SU-27 erano stati individuati sopra il Giappone al largo dell'isola di Rishiri. La Russia nega l'asserzione.

## Economia
L'economia dell'isola di Rishiri dipendeva un tempo dalla pesca dell'aringa oceanica, ma la scorta di aringhe ora è perlopiù impoverita. L'isola di Rishiri ora è famosa per la sua produzione di kombu essiccata.

## Attrazioni notevoli
- Pon'yama (444 m) - una cima montuosa vicino alla costa nord, accanto vi è un sito di un campeggio escursionistico non costiero dell'isola

Altre caratteristiche dell'isola di Rishiri comorendono:
- Capo Peshi sul lato est del porto di Oshidomari
- Capo Senhoshi
  - Roccia di Neguma (Orso dormiente)
- Roccia di Jimmen Rock
- Isola di Ponmoshiri
- Palude di Hime
- Palude di Menūshoro
- Palude di Otatomari